# Wang Jianan
Wang Jianan (chiń. 王嘉男; ur. 27 sierpnia 1996) – chiński lekkoatleta, skoczek w dal.
W 2013 zdobył złoto mistrzostw Azji w Pune, a rok później triumfował podczas mistrzostw świata juniorów w Eugene. Złoty medalista mistrzostw Chin (2012). Brązowy medalista Mistrzostw Świata w skoku w dal (2015). Rok później zajął 5. miejsce podczas igrzysk olimpijskich w Rio de Janeiro, a w 2017 w finale skoku w dal w Londynie na mistrzostwach świata zajął siódmą pozycję. Szósty zawodnik mistrzostw świata w Doha (2019). Mistrz świata z Eugene (2022).

## Osiągnięcia
| Rok  | Impreza                             | Miejsce        | Lokata            | Wynik |
| ---- | ----------------------------------- | -------------- | ----------------- | ----- |
| 2013 | Mistrzostwa Azji                    | Pune           | 1. miejsce        | 7,95  |
| 2013 | Mistrzostwa świata                  | Moskwa         | el. – 23. miejsce | 7,59  |
| 2014 | Mistrzostwa świata juniorów         | Eugene         | 1. miejsce        | 8,08  |
| 2015 | Mistrzostwa świata                  | Pekin          | 3. miejsce        | 8,18  |
| 2016 | Halowe mistrzostwa świata           | Portland       | 8. miejsce        | 7,93  |
| 2016 | Igrzyska olimpijskie                | Rio de Janeiro | 5. miejsce        | 8,17  |
| 2017 | Mistrzostwa świata                  | Londyn         | 7. miejsce        | 8,23  |
| 2018 | Igrzyska azjatyckie                 | Dżakarta       | 1. miejsce        | 8,24  |
| 2018 | Puchar interkontynentalny           | Ostrawa        | 5. miejsce        | 7,95  |
| 2019 | Mistrzostwa świata                  | Doha           | 6. miejsce        | 8,20  |
| 2019 | Światowe wojskowe igrzyska sportowe | Wuhan          | 1. miejsce        | 8,15  |
| 2021 | Igrzyska olimpijskie                | Tokio          | el. – 20. miejsce | 7,81  |
| 2022 | Mistrzostwa świata                  | Eugene         | 1. miejsce        | 8,36  |
| 2023 | Mistrzostwa świata                  | Budapeszt      | 5. miejsce        | 8,05  |
| 2023 | Igrzyska azjatyckie                 | Hangzhou       | 1. miejsce        | 8,22  |
| 2024 | Halowe mistrzostwa świata           | Glasgow        | 9. miejsce        | 7,74  |
| 2024 | Igrzyska olimpijskie                | Paryż          | 8. miejsce        | 8,03  |

## Rekordy życiowe
- Skok w dal (stadion) – 8,47 (2018) rekord Chin
- Skok w dal (hala) – 8,18 (2016)
- Siedmiobój (hala) – 5483 pkt. (2012)